# ویکتور اولادیپو
کهینده باباتونده ویکتور اولادیپو (انگلیسی: Kehinde Babatunde Victor Oladipo؛ زادهٔ ۴ مهٔ ۱۹۹۲) بازیکن بسکتبال اهل ایالات متحده آمریکا است.
از باشگاه‌هایی که در آن بازی کرده‌است می‌توان به اورلندو مجیک، اکلاهما سیتی تاندر و ایندیانا پیسرز اشاره کرد.